# Piedras Coloradas
Piedras Coloradas es una localidad uruguaya del departamento de Paysandú, y es sede del municipio homónimo.

## Geografía
La localidad se ubica al suroeste del departamento de Paysandú, sobre la cuchilla del Rabón, próximo a los arroyos del Sauce y Gato Chico, sobre la ruta 90 en su km 48 y medio y en el km 444 de la vía férrea que une Paso de los Toros y Paysandú.

## Historia
La localidad fue fundada en 1890 con el nombre de Pueblo Viejo y su existencia se debe a que allí se construyó una estación de ferrocarril que tenía el cometido de abastecer de agua a las antiguas locomotoras a vapor. En sus comienzos las parcelas de la localidad estaban ocupadas en su mayoría por chacras y emprendimientos familiares. En 1965 se instaló la Forestal Caja Bancaria, lo que impulsó la actividad forestal de la zona.

## Población
Según el censo de 2011 la localidad contaba con 1.094 habitantes.
| 422           | 486 | 752 | 1,104 | 1,113 | 1,094 |
| (Fuente: INE) |     |     |       |       |       |

## Economía
Piedras Coloradas es un centro de servicios en rápido crecimiento, en un área básicamente agrícola cerealera y ganadera extensiva bovina, y crecientemente forestada en la cual varias empresas forestales tienen su sede: Caja Bancaria, Idalen, Eufores y Forestal Oriental.

## EventoUnou
Una de las celebraciones más destacadas de la localidad es la Fiesta de la Madera que se desarrolla desde 1988. La fiesta tiene como atractivo espectáculos musicales, ferias de artesanos,elección de reinas, plazas de comidas tradicionales y la conocida olimpíada de la madera donde leñadores locales compiten demostrando sus habilidades de manejo del hacha y la motosierra.